# Hans-Dieter Blaese
Hans-Dieter Blaese (* 15. November 1930 in Berlin; † 6. Mai 2021 ebenda) war ein deutscher Unternehmer und Verbandsfunktionär. Von 1980 bis 2003 war er Präsident der Handwerkskammer Berlin.

## Leben
Hans-Dieter Blaese erlernte den Zimmererberuf, erwarb den Meisterbrief sowie das Diplom als Bauingenieur und führte jahrzehntelang ein eigenes Unternehmen im Bauhandwerk. Im April 1980 trat er das Amt des Präsidenten der Handwerkskammer Berlin an, das er 23 Jahre lang innehatte. Von 1987 bis 1996 war er außerdem Vizepräsident des Zentralverbandes des Deutschen Handwerks und des Deutschen Handwerkskammertages. Von 1989 bis 1996 amtierte er zudem als Vizepräsident der Europäischen Union des Handwerks und der Klein- und Mittelbetriebe.
Besondere Verdienste erwarb sich Blaese nach der Deutschen Wiedervereinigung durch die Zusammenführung der Handwerkervereinigungen in Ost- und West-Berlin, die unter seiner Führung im Jahr 1991 zu einer gemeinsamen Handwerkskammer verschmolzen. Auf Vorschlag der CDU gehörte er der 10. Bundesversammlung an, die Roman Herzog zum Bundespräsidenten wählte.
Zum April 2003 gab er die Präsidentschaft der Handwerkskammer an Stephan Schwarz ab und widmete sich weiter seinem eigenen Unternehmen. Die Handwerkskammer ernannte ihn darauf zu ihrem Ehrenpräsidenten.

## Ehrungen
- 1985: Bundesverdienstkreuz 1. Klasse
- 1987: Verdienstorden des Landes Berlin
- 1991: Großes Bundesverdienstkreuz
- 1995: Goldene Ehrennadel und Goldener Meisterbrief der Handwerkskammer Berlin
- 2001: Handwerkszeichen in Gold des Zentralverbandes des Deutschen Handwerks[1]
- 2004: Stadtältester von Berlin[4]